# Belfegor (A detektívek királya)
A Belfegor (A detektívek királya) (eredeti cím: Belphégor) 1927-ben bemutatott fekete-fehér némafilm Arthur Bernède 1927-ben megjelent Belphégor című regényéből.
Magyarországon 1929-ben mutatták be a budapesti Radius Palace-ban (Nagymező utca 22-24, ma: Thália Színház).

## Történet
Kísértet bukkant fel a Louvre-ban és egy biztonsági őrt holtan találnak az ammoniták istene, Belfegor szobrának a közelében. Egy újságíró, Jacques Bellegarde nyomozásba kezd, de hamarosan fenyegető leveleket kap Belphegor aláírással.

## Szereplők
- Chantecoq – René Navarre
- Simone Desroches – Élmire Vautier

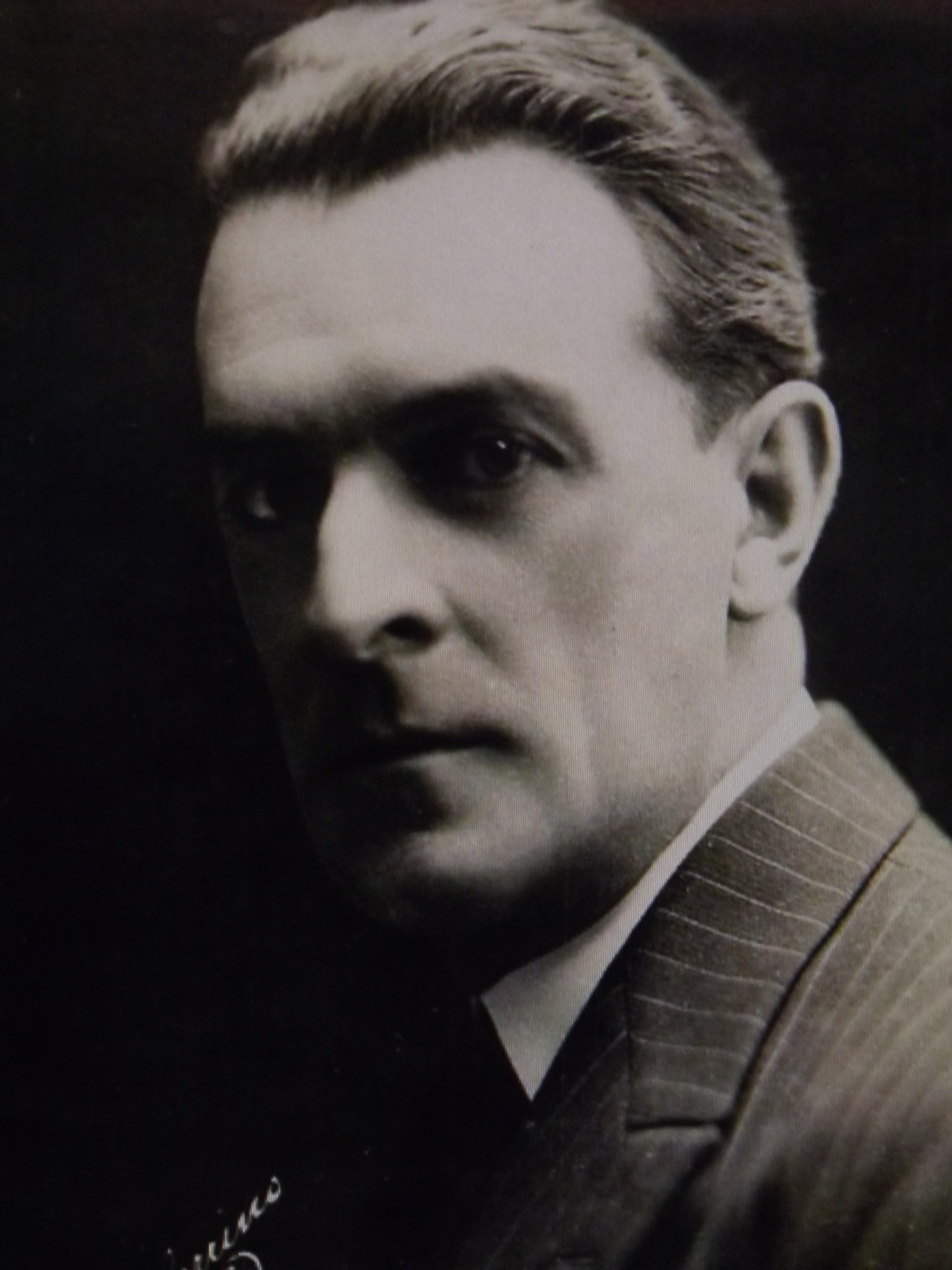
René Navarre

- Jacques Bellegarde – Lucien Dalsace
- Colette Barjac – Michèle Verly
- Ménardier felügyelő – Georges Paulais
- Rendőrfőnök – André Volbert